# Campeonato de Wimbledon 1927
La edición 47.º del Campeonato de Wimbledon se celebró entre el 20 de junio y el 2 de julio de 1927 en las pistas del All England Lawn Tennis and Croquet Club de Wimbledon, Londres, Inglaterra.
El cuadro individual masculino lo iniciaron 128 jugadores mientras que el femenino lo iniciaron 80 tenistas.

## Hechos destacados
En la competición individual masculina se impuso el francés Henri Cochet logrando el primer título que obtendría en el torneo al imponerse en la final al francés Jean Borotra.
En la competición individual femenina la victoria fue para la americana Helen Wills Moody logrando el primer título que obtendría en Wimbledon al imponerse a la española Lili de Álvarez.

## Palmarés
| Seniors              | Vencedor                    | Resultado               | Finalista                              | Finalista |
| -------------------- | --------------------------- | ----------------------- | -------------------------------------- | --------- |
| Individual masculino | Henri Cochet                | 4–6, 4–6, 6–3, 6–4, 7–5 | Jean Borotra                           |           |
| Individual femenino  | Helen Wills Moody           | 6–2, 6–4                | Lili de Álvarez                        |           |
| Dobles masculino     | Frank Hunter Bill Tilden    | 1–6, 4–6, 8–6, 6–3, 6–4 | Henri Cochet Jacques Brugnon           |           |
| Dobles femenino      | Helen Wills Elizabeth Ryan  | 6–3, 6–2                | Bobbie Heine Irene Bowder Peacock      |           |
| Dobles mixto         | Elizabeth Ryan Frank Hunter | 8–6, 6–0                | Kathleen McKane Godfree Leslie Godfree |           |

## Cuadros Finales

### Torneo individual  femenino
| Predecesor: 1926                         | Campeonato de Wimbledon 1927 | Sucesor: 1928                                       |
| Predecesor: Torneo de Roland Garros 1927 | Grand Slam 1927              | Sucesor: Campeonato nacional de Estados Unidos 1927 |

- Datos: Q337130